# Prefektura Fukuoka

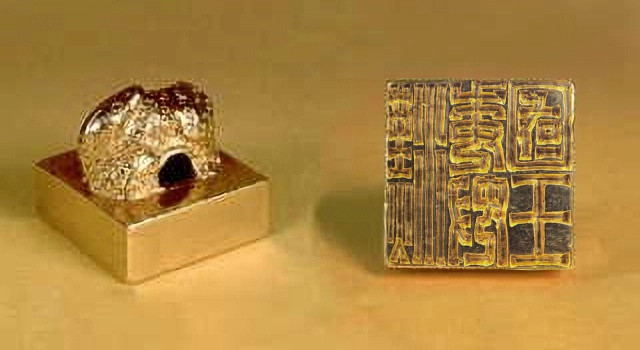
Złota pieczęć dla króla kraju Na (uchwyt ma kształt węża, dolna powierzchnia ma 2,3 cm²; wykonana w 95% z czystego złota, waży 108 g)

Prefektura Fukuoka (jap. 福岡県 Fukuoka-ken) – prefektura na wyspie Kiusiu (Kyūshū), w Japonii. Jej stolicą jest Fukuoka.

## Historia
Około 2 tys. lat temu, w okresie Yayoi (300 p.n.e. – 300 n.e.), równinę Fukuoka zajmował kraj zwany Na (Na-koku, Na-no-kuni). Prowadził on wymianę handlową i dyplomację z kontynentem, dobrze znając tamtejszą sytuację. Uważa się, że Na powstał nie później niż w I wieku p.n.e. i przetrwał co najmniej do III wieku n.e., a jego część centralna odpowiadała obszarowi, który rozciąga się od obecnej dzielnicy Hakata w Fukuoce do miasta Kasuga. 
W okresie tym rozkwitła uprawa ryżu i wykorzystanie metali. Na Archipelagu Japońskim powstało wiele małych krajów, które zaciekle rywalizowały ze sobą. Wśród nich Na był relatywnie zaawansowanym regionem, prowadząc wymianę handlową z Chinami i Półwyspem Koreańskim dzięki dogodnemu położeniu naturalnego portu w zatoce Hakata. 
Wykopaliska archeologiczne w mieście Kasuga wskazują, że osadnictwo w tym regionie rozwijało się szybko od połowy okresu Yayoi i że obszar ten stał się centrum Na-no-kuni. Król tej krainy wysłał swoich posłańców do cesarza Chin, Guangwu (z dynastii Han), w 57 r. n.e. Cesarz wyrażając zadowolenie i uznając króla Na za wasalnego władcę, przekazał dla niego złotą pieczęć. 
Pod koniec okresu Yayoi państwo Yamatai, rządzone przez królową Himiko, stało się najsilniejszym na wyspach. Wśród około trzydziestu z nich Na-koku było jednym z wiodących, posiadając ponad 20 tys. gospodarstw domowych. 
W okresie Yamato (250–710), gdy dwór cesarski zaczął rządzić całym krajem, wyjątkowość Na-koku stopniowo zanikła. Od VII wieku, na obszarze tym powstawały prowincje. Na terenie obecnej prefektury Fukuoka powstały prowincje: Chikugo, Chikuzen i Buzen.
W okresie Heian (794–1185) funkcje dyplomatyczne sprawowano w budynku zwanym Kōrokan. Był on używany do goszczenia posłów i kupców z zagranicy, ale także miejscem, z którego wyruszali posłowie i buddyjscy kapłani zmierzający do Chin dynastii Tang (618–907). Po zaprzestaniu wysyłania wysłanników do Chin, Kōrokan utrzymywał kontakty z zagranicznymi kupcami i przekształcił się w centrum handlowe. Przywożone towary (karamono, towary chińskie, importowane) były cenione przez Japończyków i wywarły znaczny wpływ na kulturę japońską.
W sumie Kōrokan w swoich różnych rolach służył dyplomacji i wymianie handlowej starożytnej Japonii łącznie przez 400 lat, od drugiej połowy VII wieku do pierwszej połowy XI wieku. Przyjmując, że Japonia była najbardziej wysuniętym na wschód punktem Jedwabnego Szlaku, to zatoka Hakata była jego początkową bramą.
W latach 1274 i 1281 wyspa Kiusiu, w tym zatoka Hakata, były miejscem lądowania i zaciętych walk z mongolskimi siłami inwazyjnymi.
Po najazdach mongolskich statki handlowe nadal pływały pomiędzy Hakatą i Ningbo w Chinach, Półwyspem Koreańskim i Królestwem Riukiu (Ryūkyū Ōkoku).
W wiekach XIV, XV i XVI Hakata często była niszczona przez wojny. W 1587 Hideyoshi Toyotomi odbudował Hakatę z popiołów, tworząc podwaliny pod obecną dzielnicę miejską Hakata.

## Geografia
Prefektura Fukuoka graniczy z prefekturami: Saga, Ōita i Kumamoto, a poprzez cieśninę Kanmon z prefekturą Yamaguchi na wyspie Honsiu (Honshū). 
Prefektura Fukuoka znajduje się w północno-wschodniej części wyspy Kiusiu i jest ważnym ogniwem łączącym ją z Honsiu. Odległość do Tokio wynosi 1100 km, do Seulu – 540 km, Szanghaju – 870 km. Ze względu na swoje położenie Fukuoka od dawna odgrywa ważną rolę jako brama do obcych krajów.
Miasto Fukuoka leży nad zatoką Hakata, która otwiera się na przybrzeżny akwen Genkai (Genkai-nada) obejmujący południowo-zachodni kraniec Morza Japońskiego. Obszar wokół regionu przybrzeżnego jest częścią Quasi-Parku Narodowego Genkai (Genkai Kokutei Kōen).

## Miasta i powiaty
Miasta leżące w prefekturze Fukuoka:

- Asakura
- Buzen
- Chikugo
- Chikushino
- Dazaifu
- Fukuoka (stolica)
- Fukutsu
- Iizuka
- Itoshima
- Kama
- Kasuga
- Kitakyūshū
- Koga
- Kurume
- Miyama
- Miyawaka
- Munakata
- Nakagawa
- Nakama
- Nōgata
- Ogōri
- Ōkawa
- Ōmuta
- Ōnojō
- Tagawa
- Ukiha
- Yame
- Yanagawa
- Yukuhashi

Powiaty: Asakura, Chikujō, Kaho, Kasuya, Kurate, Mii, Miyako, Mizuma, Onga, Tagawa, Yame.

## Gospodarka
Równiny Fukuoki były pierwszym miejscem w Japonii, gdzie uprawiano ryż na mokrych polach przy użyciu techniki, która prawdopodobnie została przywieziona z Półwyspu Koreańskiego ponad 2500 lat temu. Badania z 1978 r. wykazały, że w miejscu ruin Itazuke (w dzielnicy Hakata, w Fukuoce) do kontrolowania przepływu wody używano rowów nawadniających i tam. Ruiny te są uważane za jedną z najstarszych osad rolniczych w kraju.
Prefektura Fukuoka stanowi centrum gospodarcze zachodniej Japonii i tworzy atrakcyjne środowisko dla biznesu działającego nie tylko na rynku japońskim, ale także na rynkach Azji Wschodniej. Jej PKB przekracza 154 mld USD, a więc porównywalnie do średniej wielkości kraju. Region Kiusiu jako całość jest 25. największą gospodarką świata. Prefektura w szczególności stała się bazą produkcyjną przemysłu motoryzacyjnego o zdolności produkcyjnej ponad 1,5 mln samochodów rocznie, głównie w zakładach: Nissan Motor Kyushu, Toyota Motor Kyushu, Daihatsu Kyushu. Istnieją również aktywne branże pokrewne, w tym produkcji części i badawczo-rozwojowe.
W prefekturze Fukuoka działa wiele przedsiębiorstw przemysłu spożywczego. Wykorzystują one technologie fermentacji i browarnictwa oraz związane z biotechnologią. Liczne uniwersytety i laboratoria badawcze stanowią jeden z wiodących „bio-klastrów” w Japonii. Współpracują one z instytutami badawczymi, firmami i innymi podmiotami w krajach azjatyckich. 

### Porty morskie
Dwa porty morskie obsługują ruch towarowy i pasażerski: 
- Port of Kitakyushu działał w dawnych czasach jako węzeł łączący Japonię z kontynentem azjatyckim i odegrał wielką rolę we współczesnej japońskiej industrializacji. Dziś jest wiodącym międzynarodowym portem handlowym i krajową bazą dystrybucji towarów. Dzięki geograficznej bliskości kontynentu azjatyckiego, stał się głównym portem łączącym rozwijające się kraje azjatyckie. Port Kitakyushu to ogólna nazwa trzech portów w mieście Kitakyushu: Moji (handel międzynarodowy), Kokura (dystrybucja krajowa), Dōkai (obsługa przemysłu)[7].

- Hakata Port od pradawnych czasów rozwijał się jako centrum wymiany międzynarodowej z Półwyspem Koreańskim i Chinami kontynentalnymi. W ostatnich latach port przyjmuje wiele krajowych i międzynarodowych statków wycieczkowych, ponieważ znajduje się około 200 km od Pusan w Korei Południowej i około 900 km od Szanghaju w Chinach[8].

### Transport lotniczy
W prefekturze Fukuoka znajdują się dwa międzynarodowe porty lotnicze: Fukuoka Airport i Kitakyushu Airport, z rozległą siecią około 300 lotów międzynarodowych tygodniowo, głównie do miast Azji i około 410 lotów krajowych dziennie do głównych miast w Japonii. Istnieją również dwa międzynarodowe porty hubowe: Hakata Port i Kitakyushu Port, z których każdy obsługuje około 35 regularnych tras kontenerowych na całym świecie. 
Dwa lotniska pasażerskie:
- port lotniczy Fukuoka (Fukuoka Airport, Fukuoka Kūkō) znajduje się o 10 minut drogi od centralnej części miasta i obsługuje rocznie 19 mln pasażerów;
- nowy port lotniczy Kitakiusiu został otwarty 16 marca 2006 roku jako New Kitakyushu Airport (Shin-Kitakyūshū Kūkō). W 2008 roku nazwa została zmieniona na Kitakyushu Airport (Kitakyūshū Kūkō) (IATA: KKJ, ICAO: RJFR). Jest on położony na sztucznej wyspie 3 km od wybrzeża Kitakiusiu. Jest to zachodni kraniec Morza Wewnętrznego (Seto-naikai)[9].

### Transport lądowy
Prefektura Fukuoka posiada wysoko rozwiniętą sieć drogową (m.in. Kyushu Expressway, Oita Expressway) oraz szybkie połączenia kolejowe (linie San'yō Shinkansen i Kyūshū Shinkansen). System Shinkansen łączy Fukuokę z Tokio w 5 godzin, Nagoją w 3,5 godziny, Osaką w 2,5 godziny, Kagoshimą w 80 minut.

## Kultura

### Muzea
W prefekturze znajduje się wiele muzeów, w tym m.in.:
- Muzeum Miejskie Fukuoki (Fukuoka-shi Hakubutsu-kan, Fukuoka City Museum) – tematyka stałych wystaw dotyczy: archeologii, kultury, historii i stylu życia mieszkańców tego obszaru, który służył od pradawnych czasów jako brama do wymiany zagranicznej. W muzeum znajduje się, uznana za skarb narodowy w 1931 roku, złota pieczęć króla kraju Na, którą podarował mu cesarz Guangwu (5 p.n.e. – 57 n.e.). Została ona odkryta w 1784 roku na wyspie Shika-no-shima[10];
- Muzeum Sztuki Fukuoki (Fukuoka Bijutsukan, Fukuoka Art Museum) – znajduje się w parku Ōhori (dzielnica Chūō), posiada wiele eksponatów dotyczących głównie sztuki współczesnej[11];
- Muzeum Sztuki Azjatyckiej (Fukuoka Ajia Bijutsukan, Fukuoka Asian Art Museum) – prezentuje sztukę krajów Azji[12];
- Historyczne Muzeum Inwazji Mongolskiej (Genkō Shiryōkan, Mongolian Invasion Historical Museum) – usytuowane w parku Higashi, w Fukuoce. Ukazuje japońskie i mongolskie uzbrojenie z XIII w. oraz dzieła malarstwa z tego okresu;
- Muzeum Sztuki Ludowej Hakata Machiya (Hakata Machiya Folk Museum)– prezentacja tradycji językowej i kulturowej regionu Fukuoka. Przez stulecia Hakata przeszła ogromne zmiany, ale zachowała swoje tradycje (w tym rzemiosła np.: tkactwa, wytwarzania lalek), które zostały przedstawione w tym muzeum z różnych perspektyw, głównie z lat od 1868 do 1926[13];
- Miejskie Muzeum Sztuki Kitakyushu (Kitakyūshū-shiritsu Bijutsukan, Kitakyushu Municipal Museum of Art) – otwarte w 1974 r. prezentuje dzieła zachodnich i japońskich artystów. Obecnie w muzeum znajduje się około 6800 dzieł. Jako pierwsze w Japonii wprowadziło system polegający na praktyce opisywania dzieł zwiedzającym przez wolontariuszy i działań mających na celu dalszą edukację artystyczną[14].

### Tradycyjne rzemiosła
Region zajmowany obecnie przez prefekturę Fukuoka słynie z wielu tradycyjnych rzemiosł. Najsłynniejszych jest siedem:
- Hakata-ori → rodzaj tkaniny, która wywodzi się z technologii przywiezionej do Hakaty z Chin dynastii Song (960–1279) w 1241 roku. Często używana do wytwarzania tradycyjnych japońskich ubrań, w tym pasów obi wiążących kimona, a także pasów yukat noszonych przez wyższej rangi zapaśników sumō[15];
- Hakata-ningyō → wypalane, gliniane lalki biskwitowe, mające swoje początki w 1601 roku. Były one wykonywane przez rzemieślników zebranych przez daimyō klanu Chikuzen Fukuoka. Z biegiem czasu zostały rozprowadzone po całej Japonii, a w 1900 roku zostały zaprezentowane na Wystawie Światowej w Paryżu[15];
- Agano-yaki → forma lekkiej i eleganckiej ceramiki produkowana w okolicach Fukuchi, w powiecie Tagawa. Po bitwie pod Sekigaharą (1600) siogunat rodu Tokugawa zmusił daimyō Tadaokiego Hosokawę (1563–1646) do przeniesienia się do innej domeny. Hosokawa, który uczył się ceremonii parzenia i picia herbaty bezpośrednio od mistrza Sen no Rikyū (1522–1591), zaprosił grupę koreańskich garncarzy do wytwarzania ceramiki służącej do tego celu. W produkcji stosuje się wiele rodzajów emalii, m.in.: reprezentatywnej niebiesko-zielonej (użycie utlenionej miedzi), biało-brązowej i przezroczystej, co pozwala tworzyć różnorodność kolorów, tekstur, połysku i wzorów[16][15];
- Koishiwara-yaki (Takatori-yaki) → rodzaj ceramiki produkowanej w powiecie Asakura. Cechą tych wyrobów są wzory, które tworzy się różnymi sposobami podczas nakładania gliny na obracające się koło garncarskie. Jej początki sięgają 1669 roku, gdy wnuk słynnego garncarza Hachizō Takatoriego (z pochodzenia Koreańczyka) odkrył nowy rodzaj gliny garncarskiej. Zgodnie z dokumentem historycznym spisanym w 1835 roku głównymi produktami były przedmioty codziennego użytku: buteleczki do sake, wazony na kwiaty i przybory do ceremonii parzenia herbaty. Na międzynarodowej wystawie w Brukseli w 1958 r. wyroby te zdobyły główną nagrodę i zwróciły uwagę swoim hasłem „Piękno użyteczności”[17].
- Kurume-kasuri → tkanina bawełniana wytwarzana od 200 lat. Pierwotnie była używana m.in. do produkcji odzieży roboczej rolników[15].
- Yame-chōchin → uważa się, że w połowie sierpnia duchy zmarłych powracają na święto o-bon (bon-matsuri) i lampiony (chōchin), wytwarzane z japońskiego papieru (washi) i bambusu, oświetlają im drogę do domu. Panuje pogląd, że właśnie w Yame zapoczątkowana została produkcja lampionów[15].
- Fukushima-butsudan → niewielkie ołtarze do kultu buddyjskiego, umieszczane w domach. W przeszłości było powszechne, aby w każdym gospodarstwie domowym był jeden taki ołtarz, symbol wdzięczności dla przodków[15].

## Galeria

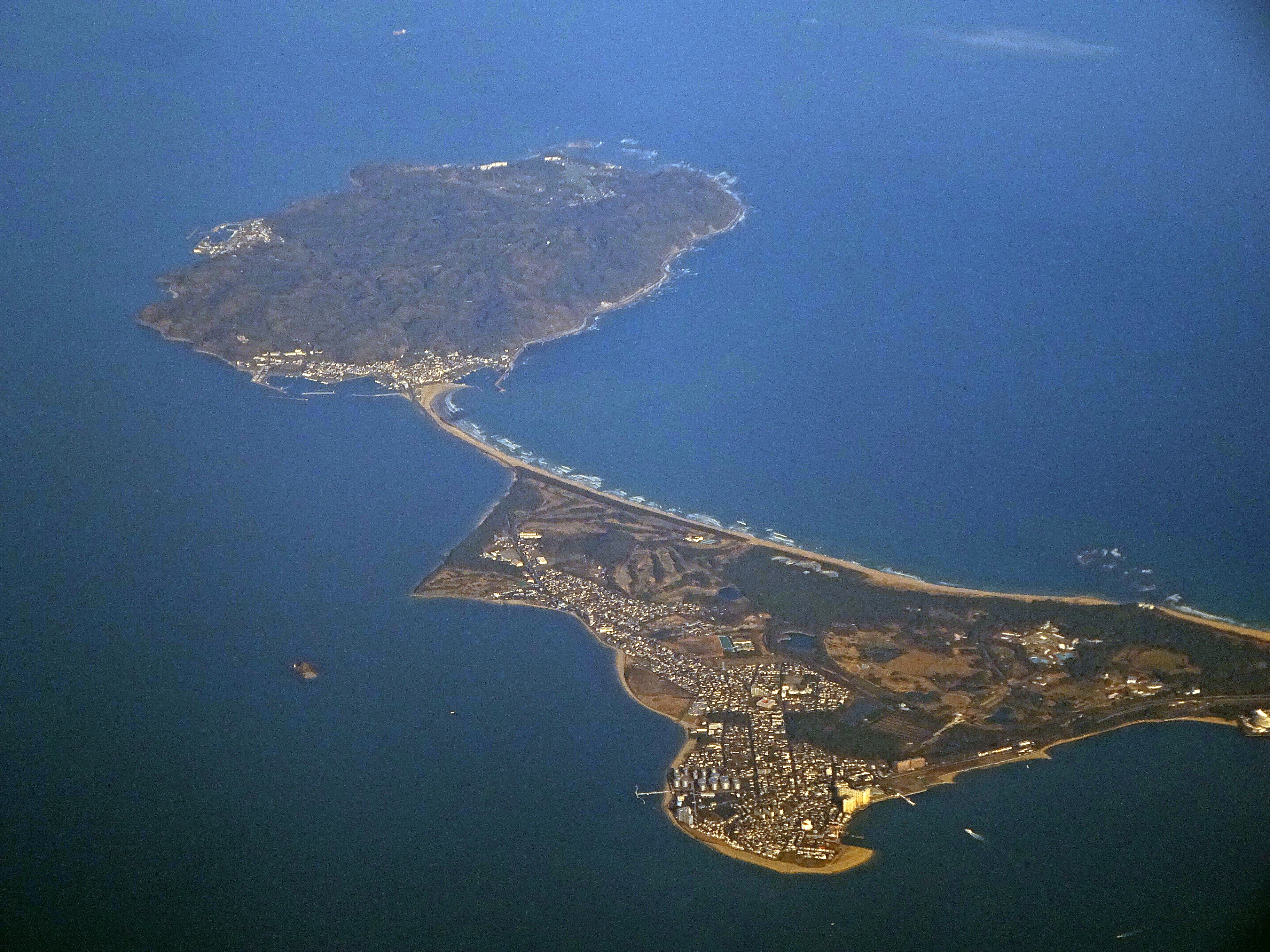
Shika-no-shima z lotu ptaka
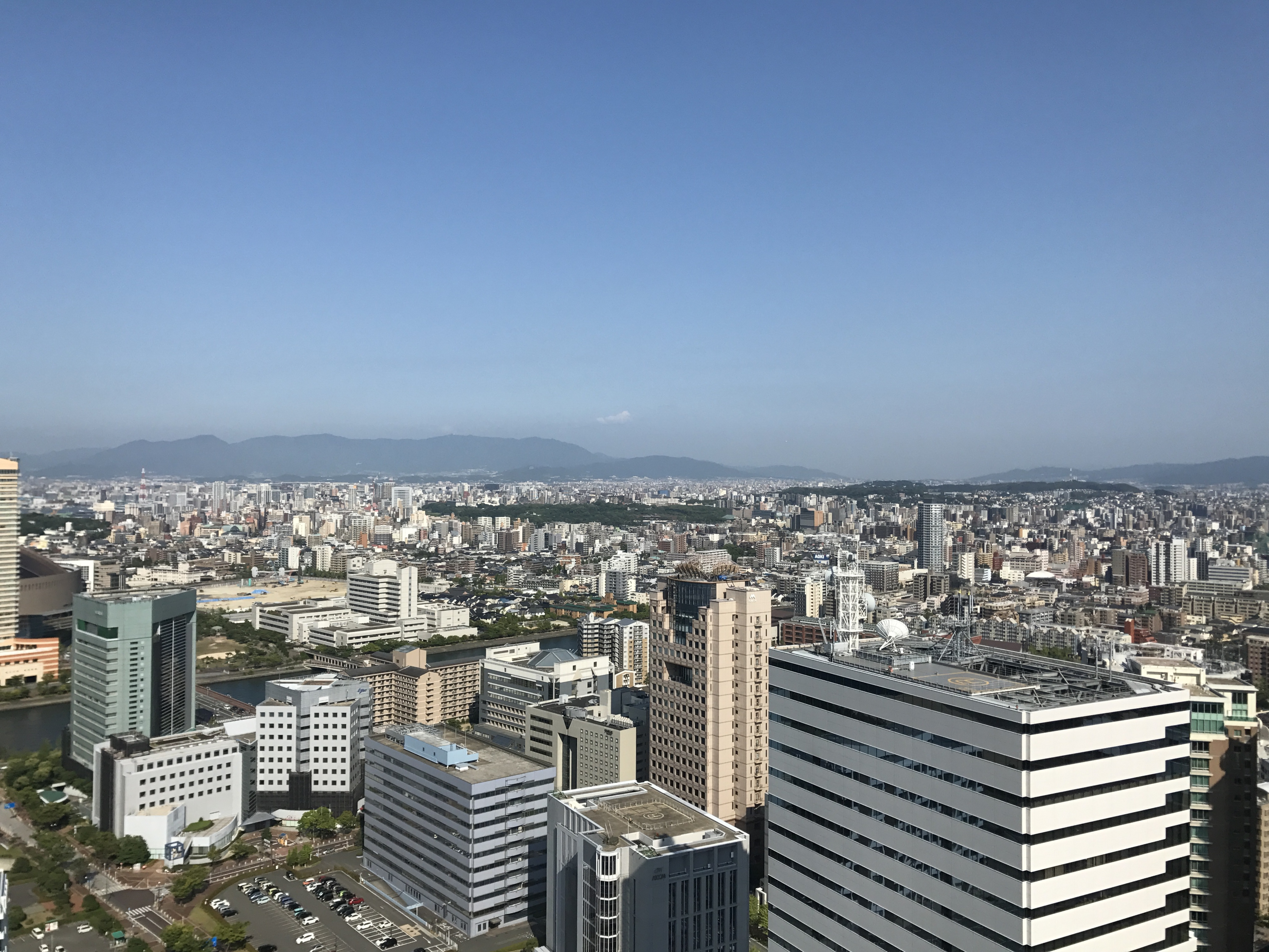
Fukuoka
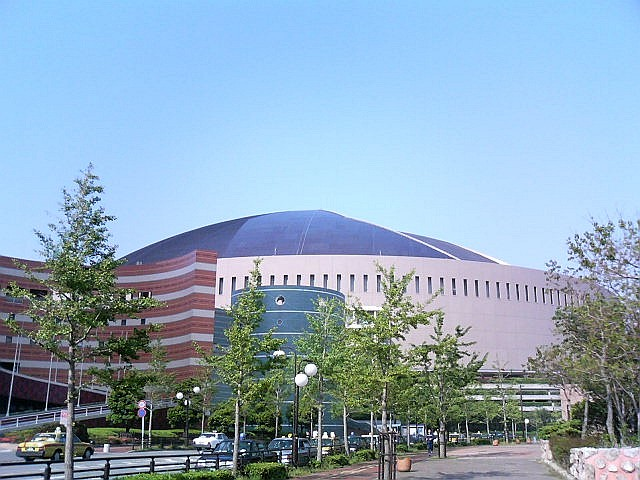
Fukuoka PayPay Dome (pierwszy zadaszony stadion w Japonii)
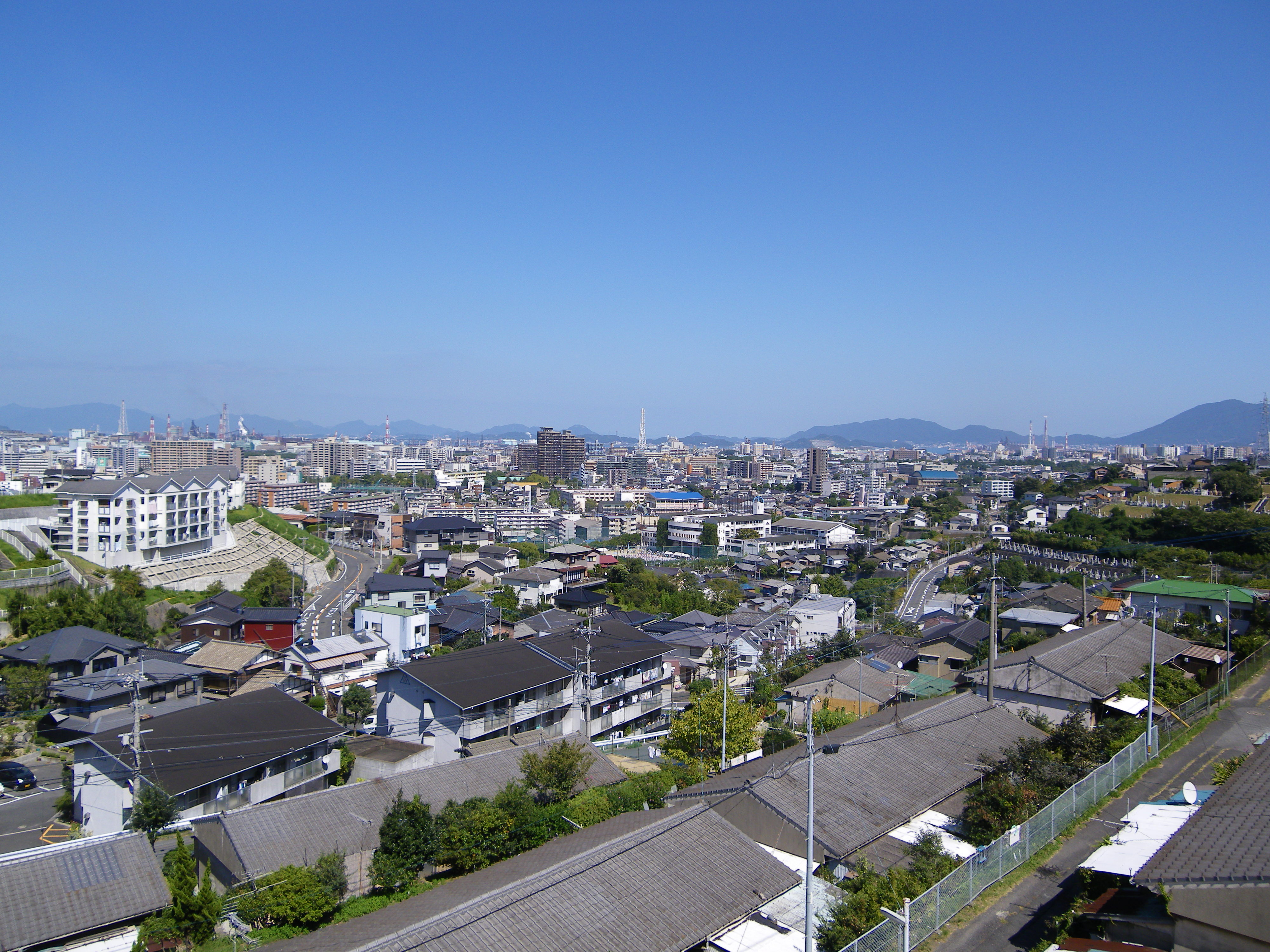
Kitakiusiu (Kitakyūshū)
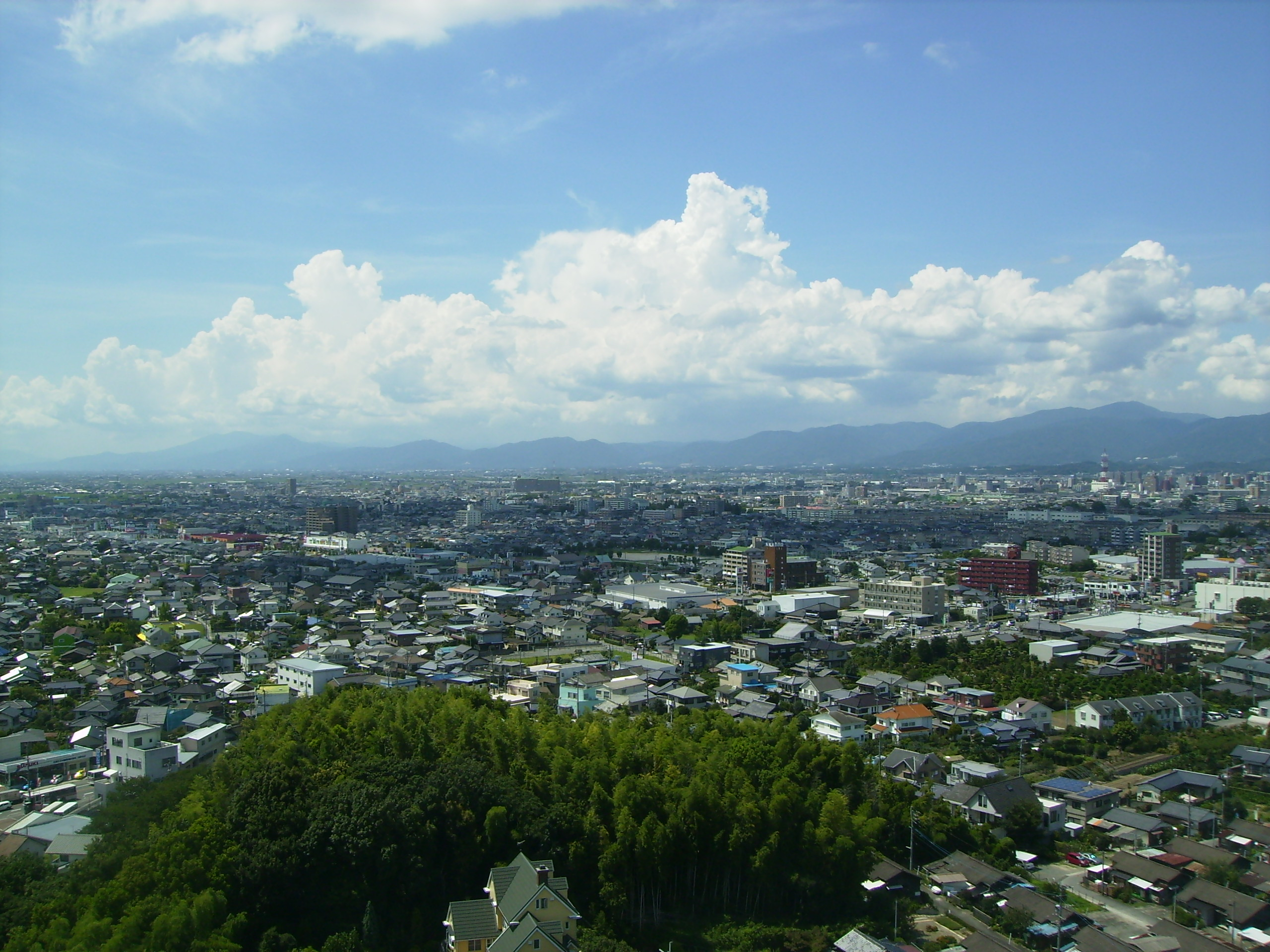
Kurume
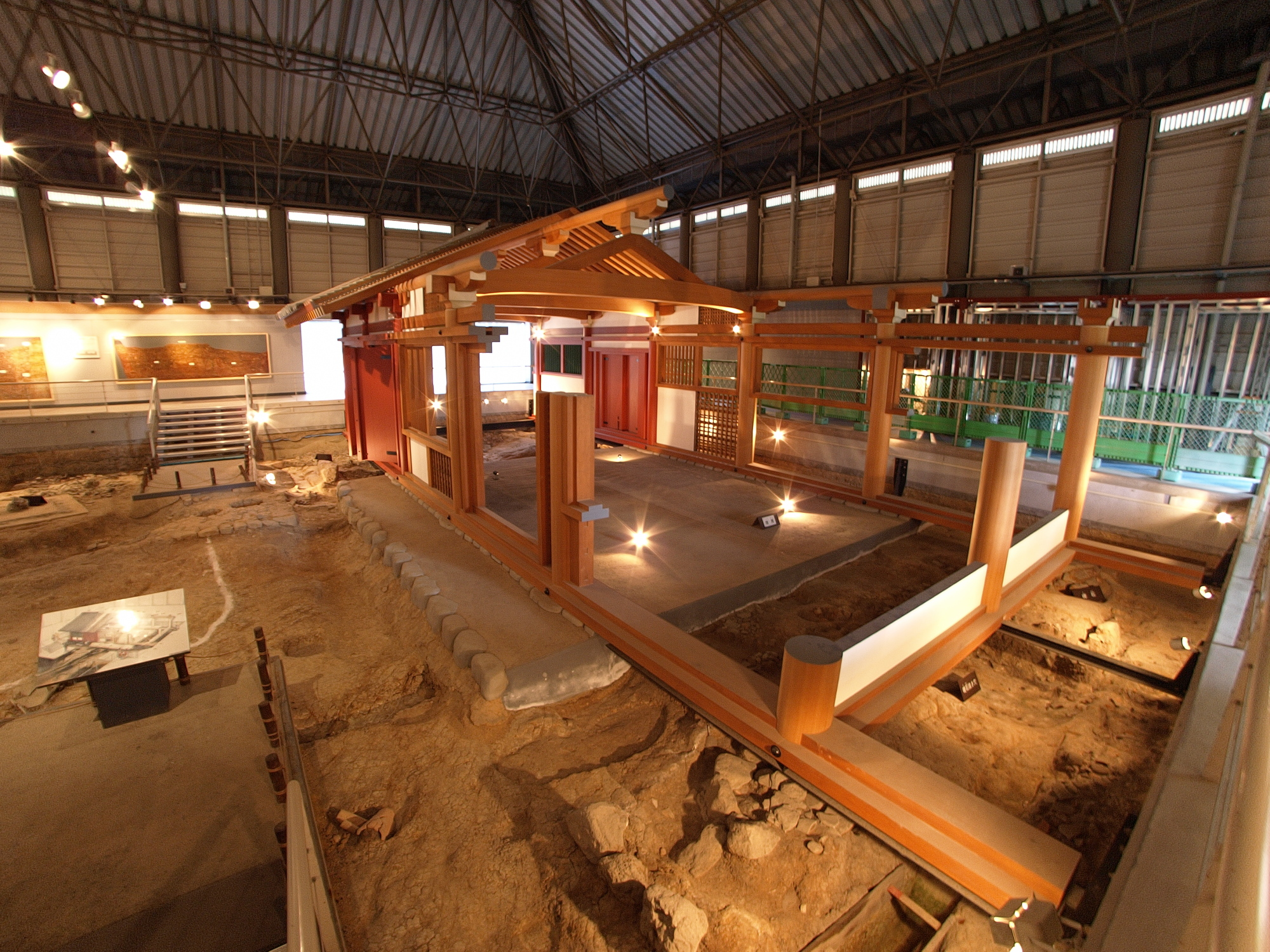
Kōrokan (ekspozycja domu dla gości przybywających do Japonii)[a]